# Akysis longifilis
Akysis longifilis är en fiskart som beskrevs av Ng 2006. Akysis longifilis ingår i släktet Akysis och familjen Akysidae. Inga underarter finns listade i Catalogue of Life.